# Гасдрубал Баркид
Гасдруба́л или Газдруба́л (лат. Hásdrubal; умер 23 июня 207 до н. э.) — карфагенский полководец, сыгравший важную роль во Второй Пунической войне. Был вторым сыном Гамилькара Барки и младшим братом Ганнибала. Когда последний отправился походом в Италию, Гасдрубал стал командующим карфагенскими силами в Испании (218 год до н. э.). В том же году в регионе появились римские войска во главе с братьями Сципионами, получившие поддержку части местных племён. Гасдрубал воевал против них с переменным успехом. В 216 году до н. э. он получил из Карфагена приказ идти в Италию на соединение с братом, но в самом начале пути потерпел полное поражение при Ибере и прервал поход.
С 215 года до н. э. Гасдрубал был одним из трёх карфагенских военачальников в регионе. В 212 году совместно с коллегами разгромил обоих Сципионов (последние погибли в боях), но римляне сохранили часть своих позиций и прислали нового командира — Публия Корнелия Сципиона, в будущем Африканского. Гасдрубал не смог помешать римлянам взять Новый Карфаген (209 год), а в 208 году проиграл Сципиону большое сражение при Бекуле. После этого он двинулся, наконец, в Италию. Римляне сочли этот поход большой угрозой и сосредоточили против Гасдрубала войска обоих консулов. В битве на реке Метавр в Северной Италии в июне 207 года до н. э. карфагенская армия была уничтожена, а сам Гасдрубал погиб.

## Биография

### Происхождение и ранние годы
Отец Гасдрубала Гамилькар Барка принадлежал к карфагенской аристократии и вёл свой род от легендарной основательницы Карфагена Элиссы. Гасдрубал был вторым сыном Гамилькара; его старшим братом был Ганнибал, младшим — Магон. О детстве Гасдрубала источники ничего не сообщают. Известно только, что Гамилькар дал своим сыновьям образование в эллинском духе, несмотря на наличие в карфагенском законодательстве прямого запрета на это, и что он старался привить сыновьям ненависть к Риму: «своих сыновей он вскармливал, как львов, натравливая их на римлян»
Гасдрубал родился, когда Гамилькар воевал с римлянами в Сицилии на заключительном этапе Первой Пунической войны. Заключив мир с Римом (241 год до н. э.) и подавив Великое восстание наёмников (238 год до н. э.), Гамилькар отправился в Испанию, чтобы начать завоевание этой страны. Точно известно, что с ним был старший сын. Гасдрубал появился в Испании не позже 228 года до н. э., когда он вместе с братом стал невольной причиной гибели отца. Баркиды были при армии во время осады города Гелика, когда войско иберийского племени ориссов неожиданно ударило карфагенянам в тыл. Во время бегства Гамилькар принял основной удар на себя, чтобы отряд, сопровождавший его сыновей, смог добраться до основной военной базы карфагенян — Акра Левке. Баркиды спаслись, а их отец погиб при переправе через реку. В последующие годы Карфагенской Испанией правили зять Гамилькара Гасдрубал Красивый (до 221 года до н. э.) и старший сын Гамилькара Ганнибал.

### Война в Испании: Единоличное командование
Когда Рим объявил Карфагену войну из-за взятия Сагунта, Ганнибал двинулся в Италию вместе с младшим из братьев, Магоном (218 год до н. э.), а Гасдрубала оставил командовать карфагенскими силами в Испании к югу от реки Ибер, включавшими 11 800 ливийских пехотинцев, 300 лигуров, 500 балеарских пращников, 2550 кавалеристов (нумидийцев, илергетов, ливо-финикийцев) и 21 слона, а также флот из 5 трирем и 50 квинквирем, из которых только 32 были укомплектованы экипажами.
В том же году в Испании появилась римская армия, которой командовал проконсул Гней Корнелий Сципион Кальв. Римляне смогли закрепиться к северу от Ибера, разгромив местный карфагенский корпус. Гасдрубал, узнав об этом, совершил два рейда за Ибер, нанёс ощутимые потери вражеским морякам и корабельным солдатам, которые разбрелись по стране, и спровоцировал восстание илергетов. Но римляне не отступили и, зазимовав в Эмпориях, перерезали сухопутные коммуникации между Карфагенской Испанией и армией Ганнибала. Таким образом, война в регионе приобрела затяжной характер.
В 217 году до н. э. Гасдрубал предпринял масштабное наступление на римлян на суше и на море. Но Сципион в устье Ибера разгромил карфагенский флот, захватив двадцать пять кораблей из сорока. Это резко изменило баланс сил: римские корабли достигли Нового Карфагена и разграбили его окрестности, а Сципион с армией дошёл до Кастулонских гор, так что Гасдрубалу пришлось отступить в Лузитанию. Когда против римлян восстали илергеты, Гасдрубал вернулся к Иберу, но тут ему пришлось воевать с кельтиберами, которые в двух сражениях нанесли ему огромные потери: если верить Ливию, погибших было 15 тысяч, а пленных — ещё 4 тысячи. К тому же Рим усилил своё военное присутствие в Испании, прислав сюда брата Гнея Сципиона — Публия — с ещё 8 тысячами воинов. Объединёнными силами Сципионы захватили заложников от ряда испанских племён, содержавшихся в Сагунте.
В свете этих событий положение Гасдрубала стало шатким. Уже в начале кампании 216 года он остался без флота (капитаны всех кораблей дезертировали) и столкнулся с восстанием племени тартесиев в долине Бетиса. Восставших он большей частью перебил в городе Аскуя, но сразу после этого получил из Карфагена приказ уходить в Италию на соединение с Ганнибалом. Гасдрубал в письмах Совету сообщил о связанных с этим опасностях: «Не успеет он перейти Ибер, как вся Испания станет римской. У него нет ни войска, ни вождя, которого он оставил бы вместо себя». Тогда на смену Гасдрубалу прислали Гимилькона, а Баркид двинулся на север.
Известие об этом походе встревожило римских военачальников, уверенных, что «Ганнибал один замучил Италию, а если к нему присоединится Гасдрубал с испанским войском, то римскому государству придёт конец». Сципионы преградили путь карфагенской армии. В сражении, в котором ни у одной из сторон, видимо, не было заметного перевеса в численности, решающую роль сыграло нежелание иберийской пехоты Гасдрубала, стоявшей в центре его боевого порядка, уходить из Испании. В самом начале битвы иберы начали отступать, а вскоре просто обратились в бегство. Гасдрубал сражался до конца и бежал с поля боя с горсткой воинов. Евтропий сообщает о 25 тысячах убитых со стороны Карфагена, но, судя по описанию битвы, потери должны были быть не слишком большими.
Это сражение показало, что карфагеняне по-прежнему не могут контролировать ситуацию в Испании, и лишило Ганнибала помощи. В результате Рим получил дополнительные шансы оправиться от масштабного поражения при Каннах.

### Война в Испании: Коллективное командование
В 215 году на помощь Гасдрубалу пришёл младший брат, Магон. Теперь в Испании действовали три карфагенские армии (третьим командующим стал Ганнибал, сын Бомилькара). Вместе они осадили город Илитургис в верховьях Бетиса, но римляне пришли ему на помощь и одержали полную победу в сражении, хотя численное преимущество было не за ними (Ливий сообщает даже о 60 тысячах карфагенян и 16 тысячах римлян). Затем карфагеняне потерпели ещё одно поражение при Индибилисе, где, по словам Ливия, потеряли 13 тысяч человек убитыми. Потери представляются историкам завышенными, но других данных нет.
В 214 году, пока римляне не успели вернуться со своей зимовки к северу от Ибера, Гасдрубал и Магон разбили «огромное войско испанцев». Они смогли бы установить контроль над всей территорией будущей Дальней Испании, если бы не появление Публия Корнелия Сципиона, дошедшего до Акра Левке. В двух столкновениях карфагеняне нанесли армии Публия серьёзные потери и загнали на холм, когда на помощь брату пришёл Гней Корнелий. К Баркидам вскоре присоединился Гасдрубал, сын Гискона, но трём военачальникам не удалось в полной мере объединить свои силы. Три карфагенские армии находились в разных лагерях и не имели общего командования, что и стало одной из главных причин последовавших неудач. Карфагеняне не смогли помешать Гнею Сципиону прорваться в осаждённый ими Илитургис, а на следующий день проиграли большое сражение. Битву при Мунде они не проиграли только благодаря ранению Гнея Сципиона, но понесли большие потери и отступили. Римляне навязали им новый бой под Аврингой и здесь уже одержали полную победу; за этим последовало ещё одно поражение Магона.
Тем не менее в последующие годы Гасдрубал и его коллеги смогли стабилизировать ситуацию в Испании. В 213 году до н. э. Гасдрубал даже смог с частью сил на время оставить регион для разгрома проримской партии в Нумидии.
В 212 году до н. э. братья Сципионы планировали уничтожить все три карфагенские армии в Испании, но они оказались ослаблены уходом от них 20 тысяч кельтиберов. Гасдрубал воспользовался этим, чтобы начать теснить Гнея Сципиона; тем временем Магон и Гасдрубал, сын Гискона, уничтожили при Кастулоне большую часть армии Публия Сципиона вместе с командующим и присоединились к Гасдрубалу. Объединённые силы карфагенян окружили римлян на невысоком холме. Оборона была прорвана, в схватке погиб и второй Сципион, но часть его воинов всё же смогла прорваться и отступить к Иберу, а потом закрепиться к северу от реки. Орозий в связи с этими событиями пишет: «В Испании братом Гасдрубала были убиты оба Сципиона».
Но коренного перелома в войне не произошло. Уже в следующем году Рим прислал в Испанию новую 13-тысячную армию под командой пропретора Гая Клавдия Нерона. Последнему удалось запереть Гасдрубала в ущелье, но тот усыпил бдительность противника переговорами и незаметно окольными тропами увёл свои войска. А в 210 году до н. э. римский сенат, считавший уже испанский театр военных действий приоритетным, прислал сюда проконсула Публия Корнелия Сципиона, отец которого погиб при Кастулоне. Этот молодой военачальник смог быстро добиться полной победы в Испании, используя разобщённость трёх карфагенских армий (Полибий сообщает, что трое военачальников рассорились между собой), помощь иберов с севера полуострова и тактику коротких, но эффективных рейдов на юг, осуществлявшихся из греческих городов на левобережье Ибера.
В 209 году Сципион неожиданно даже для собственных подчинённых напал на Новый Карфаген — столицу Карфагенской Испании. Гасдрубал со своей армией находился в этот момент в землях карпетанов и не успел прийти на помощь городу (весь план Сципиона был построен на том, что любой из армий противника понадобилось бы не менее десяти дней на такой поход). Римляне взяли Новый Карфаген и захватили здесь огромное количество драгоценных металлов, припасов и воинского снаряжения, а также иберийских заложников. Это существенно ухудшило позиции карфагенян в регионе.
Видя массовый переход иберов на сторону Рима, Гасдрубал решил в 208 году дать Сципиону решительное сражение. По словам Полибия, Баркид предполагал в случае поражения сразу уйти в Италию к старшему брату, пополнив силы в пути за счёт галлов; вероятно, в случае победы он тоже планировал идти к Ганнибалу, но потратив какое-то время на стабилизацию ситуации в регионе.
Встреча двух армий произошла при Бекуле. Гасдрубал занял сильную позицию на высоком холме, так что римляне два дня не решались начать сражение. Наконец, боясь появления других карфагенских военачальников, Сципион предпринял одновременную атаку с трёх сторон; Гасдрубал, если верить Полибию, не ожидал нападения и, увидев, что бой будет проигран, бежал с казной, слонами и частью армии на север.

### Поход в Италию и гибель
Перед уходом из Испании Гасдрубал встретился со своими коллегами Магоном и Гасдрубалом, сыном Гискона. На этой встрече было решено, что Гасдрубал Баркид уведёт с собой часть воинов-иберов, поскольку гарантировать их верность в Испании было уже нельзя. Магон и второй Гасдрубал должны были остаться на Пиренейском полуострове и продолжать борьбу со Сципионом.
Второй поход карфагенян в Италию проходил по новому маршруту. Поскольку римляне занимали восточные проходы в Пиренеях, Гасдрубал преодолел эту горную цепь на западе, сделав большой крюк; в результате только к концу 208 года до н. э. он вышел к Альпам и здесь дал отдых войскам, не рискуя идти через горы зимой. В пути он активно набирал в свою армию галлов, знавших, что карфагеняне везут с собой много золота. Весной 207 года карфагеняне перешли Альпы; Ливий и Аппиан утверждают, что они прошли по ганнибалову пути, но в историографии есть мнение, что Гасдрубал предпочёл более лёгкий путь через долину Друэнции. При этом горцы никакого сопротивления карфагенянам не оказали, понимая их истинные цели.
Римляне внимательно следили за походом Гасдрубала, на начальных этапах получая информацию о нём от массилийцев. Объединение сил двух Баркидов угрожало Риму окончательным разгромом, поэтому против Гасдрубала направили одного из консулов 207 года, Марка Ливия Салинатора, с четырьмя легионами. Его задачей было не впустить свежую карфагенскую армию из Цизальпийской Галлии в Италию, тогда как второй консул — Гай Клавдий Нерон, обманутый Гасдрубалом в Испании четырьмя годами ранее, — должен был удерживать Ганнибала на юге. Гасдрубал решил до вторжения в Италию взять Плаценцию, являвшуюся главным форпостом римлян в регионе (вероятно, таким образом он хотел обеспечить себе безусловную поддержку бойев и инсубров), но потерпел неудачу и только потратил на осаду всё лето.
Осенью 207 года Гасдрубал собирался, наконец, идти на юг, но не через Апеннины в Этрурию, как его брат десять лет назад, а вдоль адриатического побережья. Он отправил к Ганнибалу гонцов с письмом, в котором предлагал встретиться в Умбрии, но гонцы эти, проехав через всю страну, уже под Тарентом были схвачены римлянами. Гай Клавдий Нерон, узнав о предполагаемом маршруте Гасдрубала, взял самые лучшие свои воинские части (6 тысяч пехотинцев и тысячу кавалеристов) и с ними тайно совершил марш через всю Италию, накануне решающего сражения соединивишись с Марком Ливием Салинатором у Сены Галльской на реке Метавр.
Консулы приняли меры, чтобы карфагеняне до конца не узнали о подходе подкреплений. Только когда обе армии выстроились для боя, Гасдрубал заметил, что многие легионеры держат старые щиты, которых раньше не было, и что у некоторых римских всадников лошади явно истощены, как после долгого марша. Поэтому он вернул своё войско в лагерь и начал собирать дополнительную информацию через разведчиков. Последние выяснили, что у римлян сигналы боевых рожков подавались два раза, а не один, как раньше; это означало, что в лагере оба консула. Вероятно, взять пленных карфагенянам не удалось, поэтому они не знали, каким образом стало возможным прибытие на север Италии Нерона. Если верить Ливию, Гасдрубал решил, что его брат уже разгромлен, и пришёл в ужас.
Уже ближайшей ночью карфагенская армия начала отступление. Но в поднявшейся суматохе сбежали все проводники; в результате карфагеняне долго блуждали по полям, а потом двинулись вдоль берега Метавра, рассчитывая перейти на северную сторону. Брода не было, а русло оказалось извилистым, так что римляне быстро догнали противника. Когда их конница начала тревожить карфагенский арьергард, Гасдрубал приказал остановить движение и строить лагерь, а при подходе основных сил римлян прервал строительство и построил свою утомлённую армию для решающей битвы.
Наименее надёжную часть своего войска — галлов (многие из них даже, напившись, не вышли из лагеря для битвы) — Гасдрубал поставил на левом фланге, где высокий холм мешал каким-либо действиям любой из сторон. На правом фланге стояли иберы, которым Баркид больше всего доверял, а в центре, за десятью слонами, — лигуры. По словам Полибия, карфагенский военачальник «заранее решил или победить в предстоящей битве, или пасть мёртвым». Он направил главный удар на левый фланг римлян, которым командовал Марк Ливий Салинатор; слоны смогли немного потеснить противника, но потом вышли из-под контроля и стали наносить равный урон обеим сторонам. Завязалась ожесточённая схватка, ход которой переломил манёвр Гая Клавдия Нерона: консул, видя, что атаковать галлов он всё равно не сможет, взял несколько когорт, прошёл по тылам римской армии и ударил иберам в правый фланг и в тыл. Иберы были перебиты почти полностью, а затем настал черёд лигуров.
Гасдрубал сражался до конца:

Он поддерживал и ободрял своих воинов, идя вместе с ними навстречу опасности; на усталых и измученных воздействовал он то просьбами, то укорами, возвращал беглецов, возобновлял сражение, уже утихавшее. И наконец, когда судьба уже несомненно склонилась к римлянам, он, не желая пережить своих солдат, шедших за ним, прославленным полководцем, пришпорил коня и понёсся на римскую когорту, и здесь, сражаясь, встретил конец, достойный своего отца Гамилькара и брата Ганнибала.
— Тит Ливий. История Рима от основания города, XXVII, 49, 3—4..
Армия Гасдрубала была уничтожена в битве практически полностью. Тело командующего было найдено; его голову Гай Клавдий Нерон увёз с собой на юг Италии и приказал бросить перед вражескими постами. Согласно античной традиции, Ганнибал, узнав голову брата, воскликнул: «Узнаю злой рок Карфагена».

## Оценки и результаты деятельности
Античные авторы были высокого мнения о Гасдрубале, называя его прославленным полководцем и человеком, достойным своих великих отца и брата. «Вождь этот запомнится людям многими деяниями», — написал о нём Тит Ливий. Полибий считал, что в периодических неудачах Гасдрубала в Испании виноваты в первую очередь «присылаемые из Карфагена военачальники»; Баркиду, по мнению греческого историка, были свойственны мужество, душевное благородство и необходимая для военачальника осмотрительность.
В римской литературе битве при Метавре придавали большое значение, считая её в определённом смысле реваншем за Канны. В связи с этим Ливий и Орозий называют явно неправдоподобные цифры потерь карфагенской стороны (56 или 58 тысяч убитых и 5 400 пленных), а Ливий утверждает, что известие о гибели Гасдрубала и его армии заставило римских граждан благодарить богов так, будто война уже была окончена; жизнь в городе после битвы при Метавре явно вошла в мирное русло.
О ключевом значении разгрома Гасдрубала для судеб Рима пишет и Гораций:

                  Обязан чем ты роду Неронов, Рим,

                  Тому свидетель берег Метавра, там

                     Разбит был Газдрубал в тот чудный

                     День, что рассеявши мрак, впервые

                  Победы сладкой Лацию радость дал,

                  С тех пор как, словно пламя в сухом бору,

                     Иль Евр над морем Сицилийским,

                        Мчался верхом Ганнибал чрез грады.
— Гораций. Оды, IV, 4, 37—44.
Сам Ганнибал в той же оде Горация говорит:

              Гонцов мне гордых слать в Карфаген уже

                  Нельзя отныне: пали надежды все

                     С тех пор, как Газдрубал сражен был, -

                        Имени нашего счастья пало.
— Гораций. Оды, IV, 4, 69—72.
В историографии можно встретить утверждения, что Гасдрубал был посредственным полководцем. Воюя в Испании десять лет, он так и не смог установить прочный контроль над этой территорией, имевшей ключевое значение в войне, поскольку только Испания могла поставлять в должном объёме людские и материальные ресурсы для Ганнибала. Крах, которым закончилась попытка Гасдрубала прорваться к брату, означал для Карфагена потерю последней надежды на победу в войне.
Источники приписывают Гасдрубалу определённый вклад в практику использования боевых слонов. Именно Баркид придумал способ быстро умерщвлять этих животных в случае потери управления во время боя: погонщики вбивали долото в то место, где шея соединялась с головой.

## В культуре
- Гасдрубал Баркид действует в повести Александра Немировского «Слоны Ганнибала» и в романе Георгия Гулиа «Ганнибал, сын Гамилькара». Ф. Л. Лукас посвятил рассказ «Судьба Карфагена» битве при Метавре.
- Гасдрубал является также одним из персонажей фильма «Кабирия», снятого в 1914 году Джованни Пастроне. Роль Гасдрубала здесь сыграл Эдуардо Давезнес.
- Является одним из доступных героев фракции Карфаген в компьютерной игре Total War: Arena.

### Первоисточники
1. Аппиан Александрийский. Римская история. — СПб.: Алетейя, 2004. — 288 с. — ISBN 5-89329-676-1.
2. Квинт Гораций Флакк. Собрание сочинений. — СПб.: Биографический институт, 1993. — 448 с. — ISBN 5-900118-05-3.
3. Диодор Сицилийский. [[Историческая библиотека]]. Сайт «Симпосий». Дата обращения: 15 мая 2016.
4. Евтропий. Бревиарий римской истории. — СПб.: Алетейя, 2001. — 305 с. — ISBN 5-89329-345-2.
5. Иоанн Зонара. Epitome historiarum. — Leipzig: Leipzae, 1869. — Bd. 2.
6. Корнелий Непот. О великих иноземных полководцах. Ганнибал. Сайт «История Древнего Рима». Дата обращения: 15 мая 2016.
7. Тит Ливий. История Рима от основания города. — М.: Наука, 1994. — Т. 2. — 528 с. — ISBN 5-02-008995-8.
8. Павел Орозий. История против язычников. — СПб.: Издательство Олега Абышко, 2004. — 544 с. — ISBN 5-7435-0214-5.
9. Полибий. Всеобщая история. — М.: АСТ, 1994. — Т. 1. — 768 с. — ISBN 5-02-028227-8.
10. Юстин. Эпитома сочинения Помпея Трога. — СПб.: Издательство СПбГУ, 2005. — 493 с. — ISBN 5-288-03708-6.

### Вторичные источники
1. Бобровникова Т. Сципион Африканский. — М.: Молодая гвардия, 2009. — 420 с. — (Жизнь замечательных людей). — ISBN 978-5-235-03238-5.
2. Кораблёв И. Ганнибал. — М.: Наука, 1981. — 360 с.
3. Лансель С. Ганнибал. — М.: Молодая гвардия, 2002. — 368 с. — (Жизнь замечательных людей). — ISBN 5-235-02483-4.
4. Лиддел Харт Б. Сципион Африканский. Победитель Ганнибала. — М.: Центрполиграф, 2003. — 286 с. — ISBN 5-9524-0551-7.
5. Родионов Е. Пунические войны. — СПб.: СПбГУ, 2005. — 626 с. — ISBN 5-288-03650-0.
6. Трухина Н. Политика и политики «золотого века» Римской республики. — М.: Издательство МГУ, 1986. — 184 с.